# Arteră pulmonară
Artera pulmonară este o arteră din cadrul circulației pulmonare care transportă sângele neoxigenat din partea dreaptă a inimii către plămâni. Cea mai mare arteră pulmonară este artera pulmonară principală sau trunchiul pulmonar din inimă, iar cele mai mici sunt arteriolele, care duc la capilarele care înconjoară alveolele pulmonare.

## Anatomie
Arterele pulmonare sunt vase de sânge care transportă sângele din partea dreaptă a inimii, prin capilare, plămânilor. Sângele care este transportat este, spre deosebire de alte artere, fără oxigen („dezoxigenat”). Principalele artere pulmonare ies din partea dreaptă a inimii și acestea se împart în artere mai mici care se împart progresiv și devin mai mici până devin arteriole și în cele din urmă capilare.

### Principalele artere pulmonare

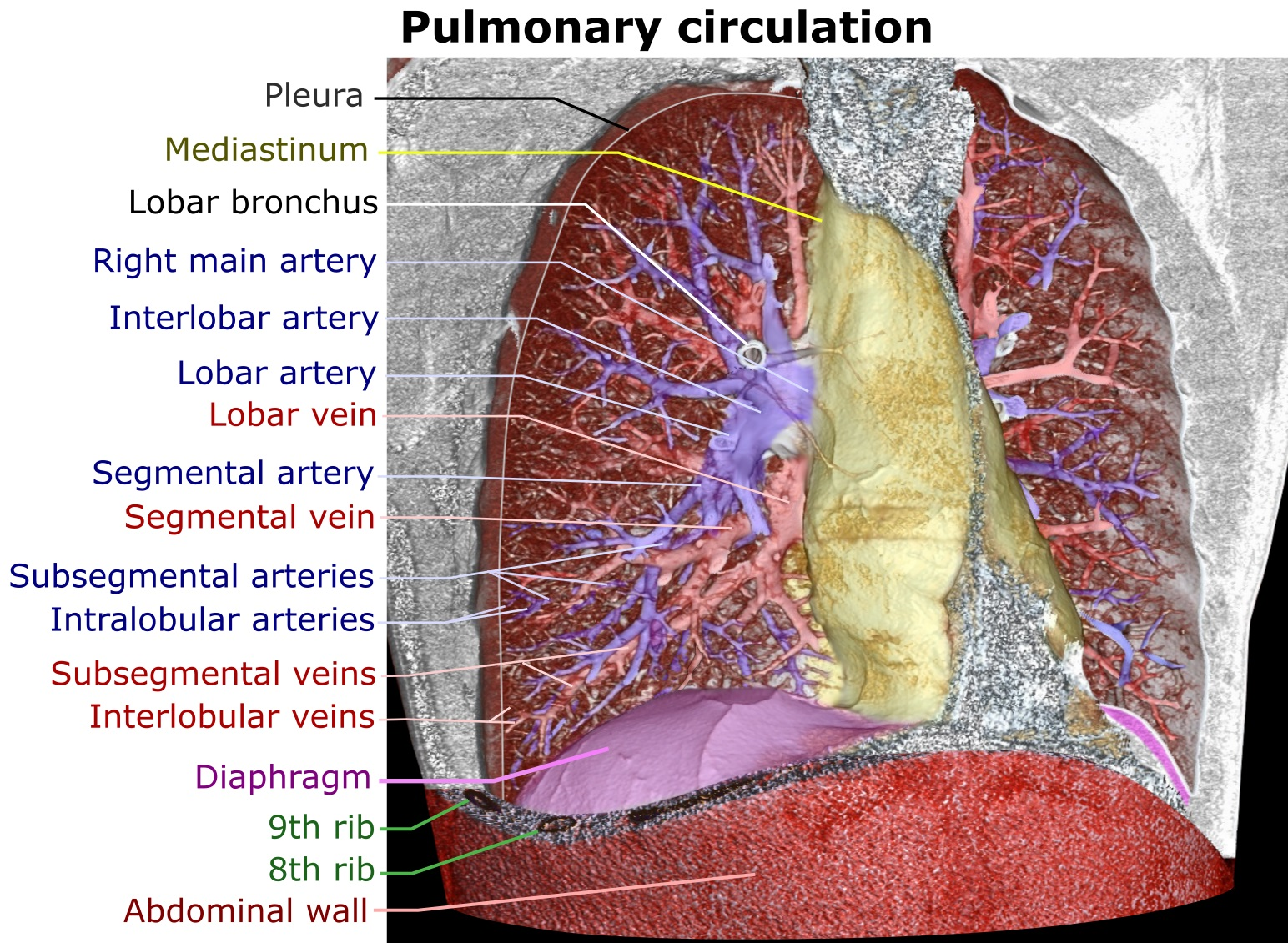
Redarea volumului unei scanări CT de înaltă rezoluție a toracelui. Peretele toracic anterior, căile respiratorii și vasele pulmonare anterioare rădăcinii plămânului au fost eliminate digital pentru a vizualiza diferitele niveluri ale circulației pulmonare.

În ordine, după fluxului sanguin, arterele pulmonare încep ca trunchi pulmonar sau artera pulmonară principală. Artera pulmonară principală începe la baza ventriculului drept. Este scurtă și lată — aproximativ 5 cm în lungime și 3 cm în diametru.
Artera pulmonară principală se desparte în artera pulmonară principală dreaptă și stângă. Artera pulmonară principală stângă este mai scurtă și oarecum mai mică decât dreapta, trece orizontal în fața aortei descendente și a bronhiei stângi până la rădăcina plămânului stâng. Deasupra, artera pulmonară principală stângă este conectată la concavitatea aortei descendente proximale de ligamentul arteriosum.
Deschiderea arterei pulmonare (sau a trunchiului pulmonar) este circulară și este situată la vârful conului arteriosus, aproape de septul ventricular.
Este plasat deasupra și în stânga deschiderii atrioventriculare și este străjuit de valvele semilunare pulmonare.

### Arborele arterial pulmonar

La capătul îndepărtat, arterele pulmonare (marcate în partea de jos) devin capilare la nivelul alveolelor pulmonare.

Se împarte apoi în două artere lobare, una pentru fiecare lob al plămânului stâng. Artera pulmonară principală dreaptă urmează un curs mai lung și orizontal pe măsură ce traversează mediastinul. Trece sub arcada aortică, în spatele aortei ascendente și în fața aortei descendente. Se desfășoară posterior venei cave superioare și în fața bronhiei drepte. La contactul cu hilul plămânului drept, artera pulmonară principală dreaptă se împarte în două ramuri:
- truncus anterior — furnizează sânge lobului superior drept
- artera interlobară — ramură inferioară și mai mare, furnizează sânge lobilor mijlocii și inferiori ai plămânului

Artera pulmonară principală dreaptă și stângă trimite ramuri care corespund aproximativ lobilor pulmonari și pot fi denumite în astfel de cazuri artere lobare. Arterele lobare se ramifică în artere segmentare (aproximativ 1 pentru fiecare segment de lob), care la rândul lor se ramifică în artere pulmonare subsegmentare. Acestea formează în cele din urmă artere intralobulare.

## Dezvoltare
Arterele pulmonare provin din trunchiul arterios și al șaselea arc faringian. Trunchiul arterios este o structură care se formează în timpul dezvoltării inimii ca succesor al conusului arterios.:157
În a treia săptămână de dezvoltare, tuburile endocardice dezvoltă o umflătură în partea cea mai apropiată de inimă. Umflătura este cunoscută sub numele de bulbus cordis, iar din partea superioară a acestei umflături se dezvoltă trunchiul arterios.:159–160 Structura are, în cele din urmă, o origine mezodermică.:157 În timpul dezvoltării inimii, țesuturile inimii se pliază, iar trunchiul arterios este expus la ceea ce va fi în cele din urmă atât ventriculul stâng, cât și cel drept. Pe măsură ce un sept se dezvoltă între cele două ventricule ale inimii, se formează două umflături de ambele părți ale trunchiului arterios. Acestea se măresc progresiv până când trunchiul se desparte în aortă și arterele pulmonare.:176–179
În timpul dezvoltării timpurii, canalul arterios conectează trunchiul pulmonar și arcada aortică, permițând sângelui să ocolească plămânii.:791

## Fiziologie

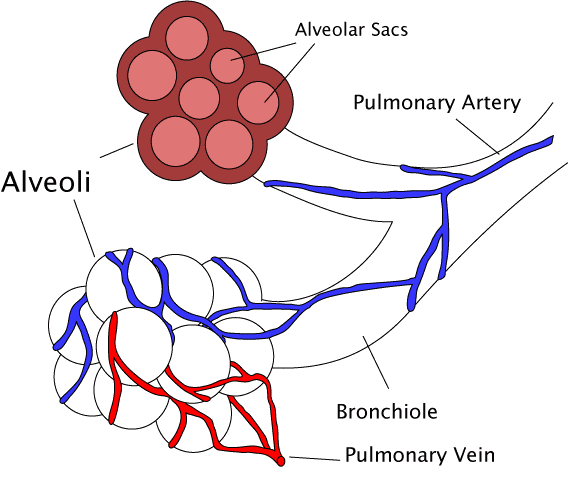
Alveole pulmonare- secțiune transversală (sus) și reprezentare plană (jos)

Artera pulmonară transportă sângele dezoxigenat din ventriculul drept în plămâni. Sângele de aici trece prin capilare adiacente alveolelor și se oxigenează ca parte a procesului de respirație.
Spre deosebire de arterele pulmonare, arterele bronșice alimentează plămânii înșiși.:790

### Presiune
Presiunea arterei pulmonare (presiunea PA) este o măsurarea tensiunii arteriale localizate în artera pulmonară principală. Aceasta se măsoară prin introducerea unui cateter în artera pulmonară principală.:190–191 Presiunea medie este de obicei 9–18 mmHg, iar presiunea de pană măsurată în atriul stâng poate fi de 6–12 mmHg. Presiunea de pană poate fi crescută în insuficiența cardiacă stângă,:190–191 stenoza valvei mitrale și alte afecțiuni, cum ar fi boala cu celule seceră.

## Semnificația clinică
Artera pulmonară este relevantă într-o serie de stări clinice. Hipertensiunea pulmonară este utilizată pentru a descrie o creștere a presiunii arterei pulmonare și poate fi definită ca o presiune medie a arterei pulmonare mai mare de 25 mmHg.:720 După cum se poate măsura la o scanare CT, un diametru mai mare de 29 de mm este adesea folosit ca o limită pentru a indica hipertensiunea pulmonară.  Acest lucru poate apărea ca urmare a unor probleme cardiace, cum ar fi insuficiența cardiacă, boli pulmonare sau ale căilor respiratorii, cum ar fi BPOC sau sclerodermie, sau boli tromboembolice, cum ar fi embolia pulmonară sau embolia observată în anemia falciformă.:720–721 Cel mai recent, s-a propus ca instrumentele de calcul fluide (neinvazive) să fie la egalitate cu testele clinice actuale (invazive) ale hipertensiunii pulmonare.
Embolia pulmonară se referă la o embolia care se depune în circulația pulmonară. Aceasta poate apărea dintr-o tromboză venoasă profundă, mai ales după o perioadă de imobilitate. Un embol pulmonar este o cauză frecventă de deces la pacienții cu cancer și accident vascular cerebral.:720–721 Un embol pulmonar mare care se depune în bifurcația trunchiului pulmonar cu extensii atât în arterele pulmonare principale stânga, cât și în dreapta se numește embol de șa.
Au fost utilizate mai multe modele animale pentru investigarea patologiilor legate de artera pulmonară. Modelul porcinei de arteră pulmonară este cel mai frecvent utilizat și sa constatat recent că proprietățile lor mecanice variază în funcție de fiecare ramificare ulterioară.

## Imagini suplimentare

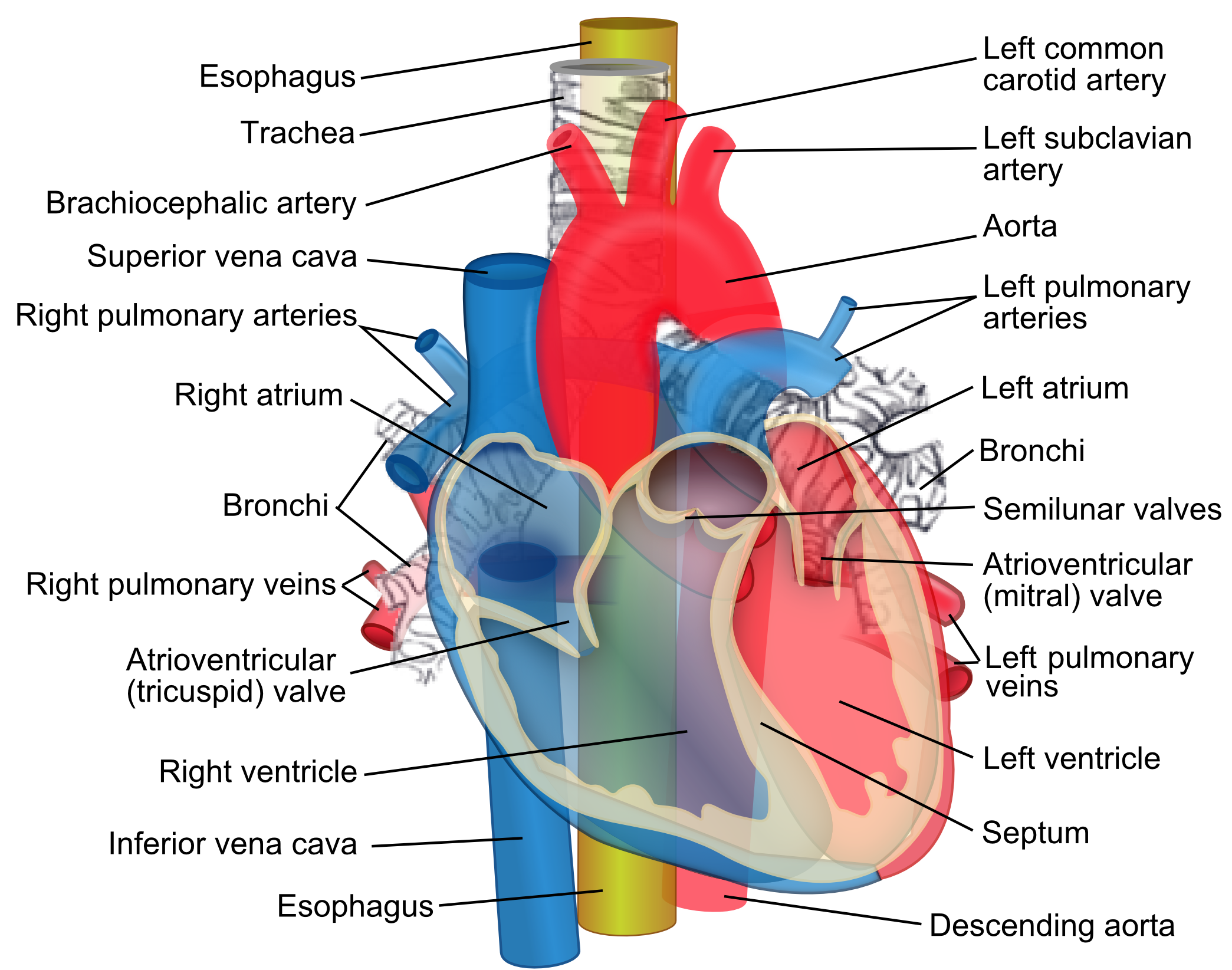
Imagine care arată artera pulmonară principală care se desfășoară ventral spre rădăcina aortică și traheea, iar artera pulmonară dreaptă trece dorsal către aorta ascendentă, în timp ce artera pulmonară stângă trece ventral către aorta descendentă⁠(d) .
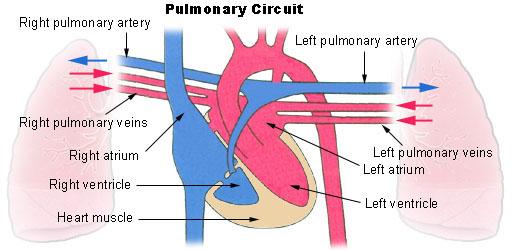
Circuitul pulmonar
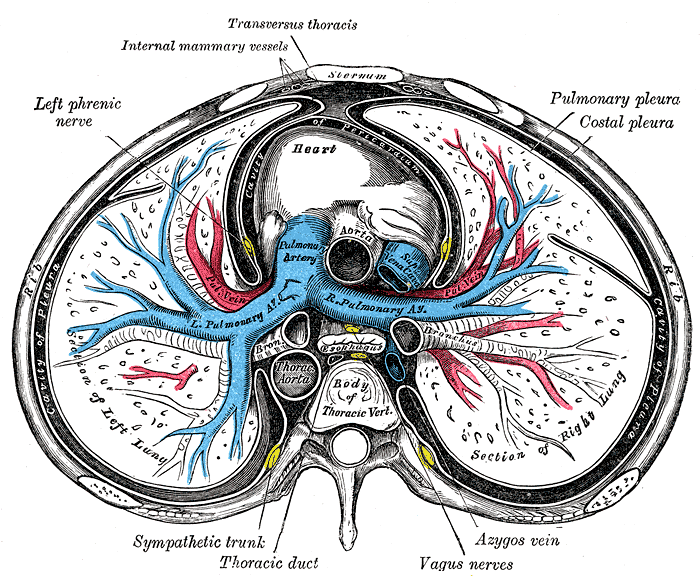
Secțiune transversală a toracelui, care prezintă relații ale arterei pulmonare.
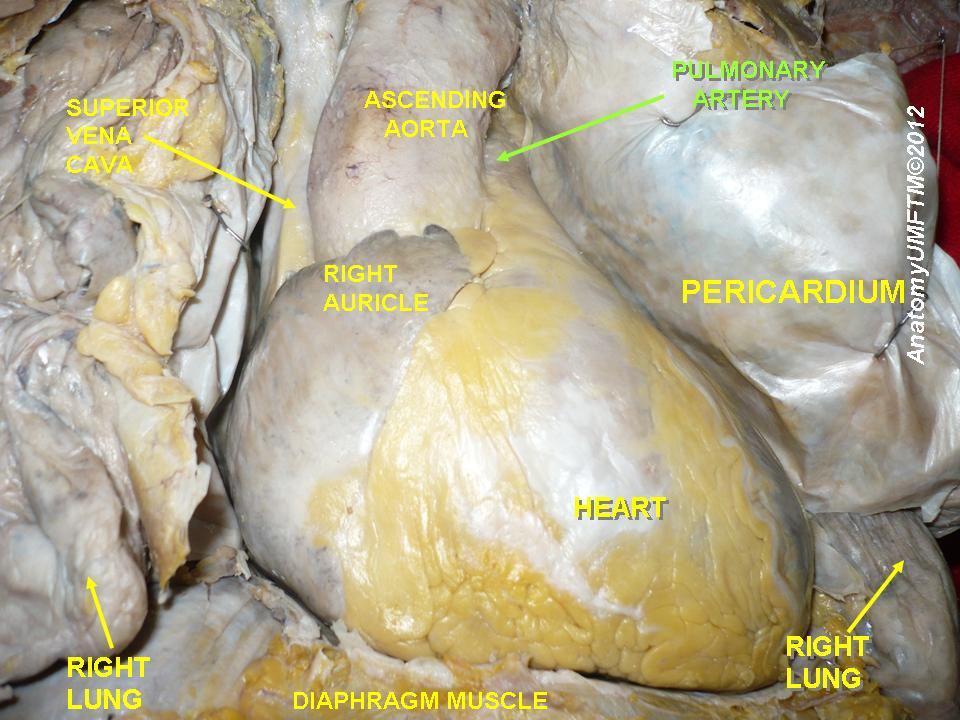
Artera pulmonara
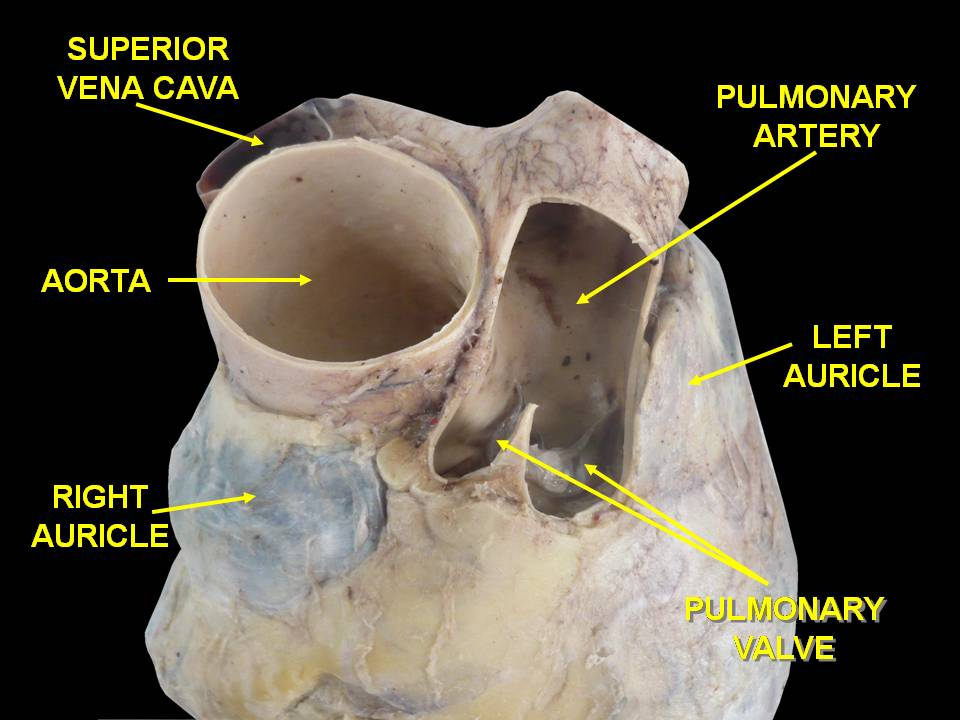
Artera pulmonară. Disecție profundă. Vedere anterioară.
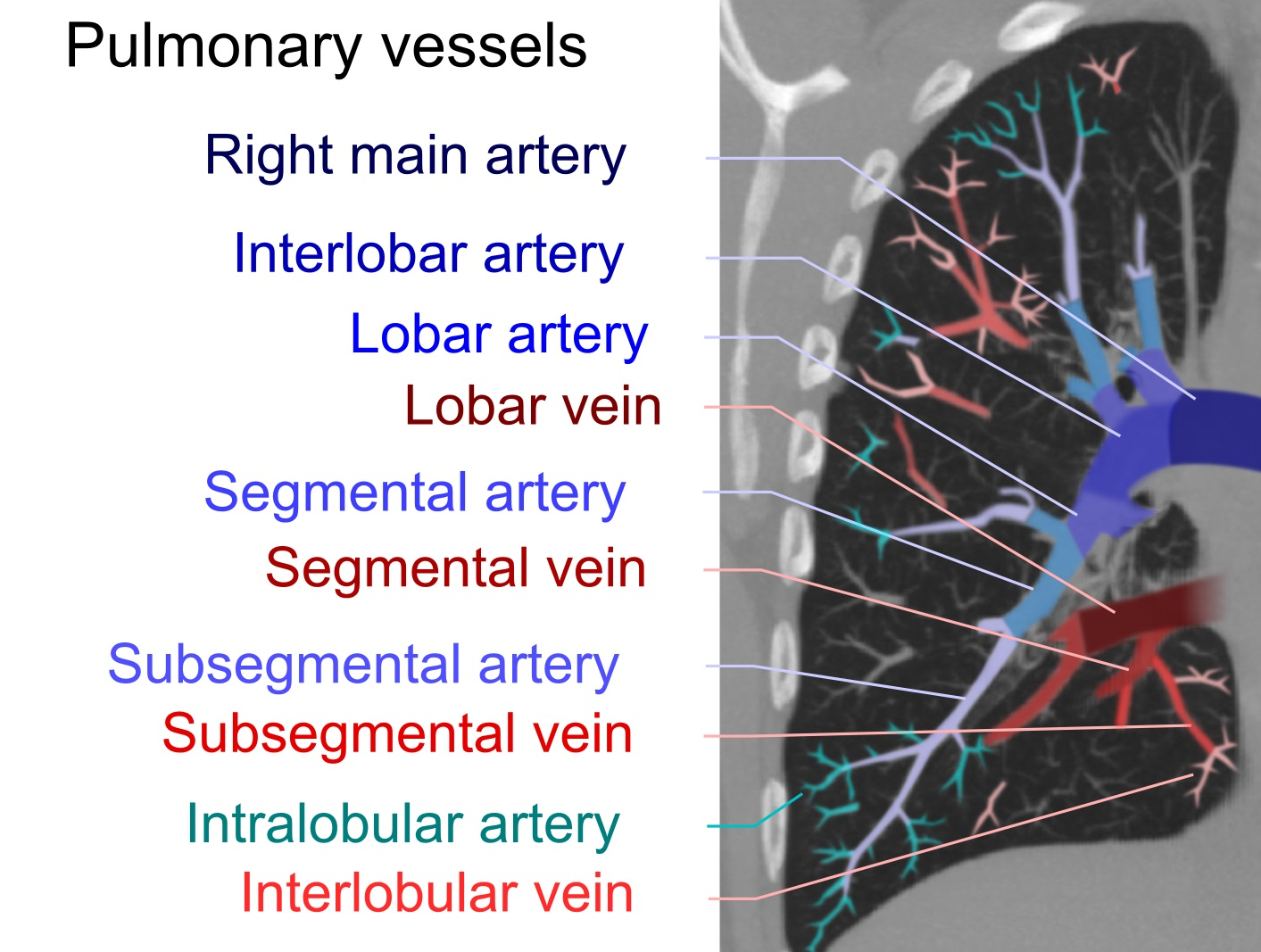
Tomografia computerizată⁠(d) a unui plămân normal, cu diferite niveluri de artere pulmonare.
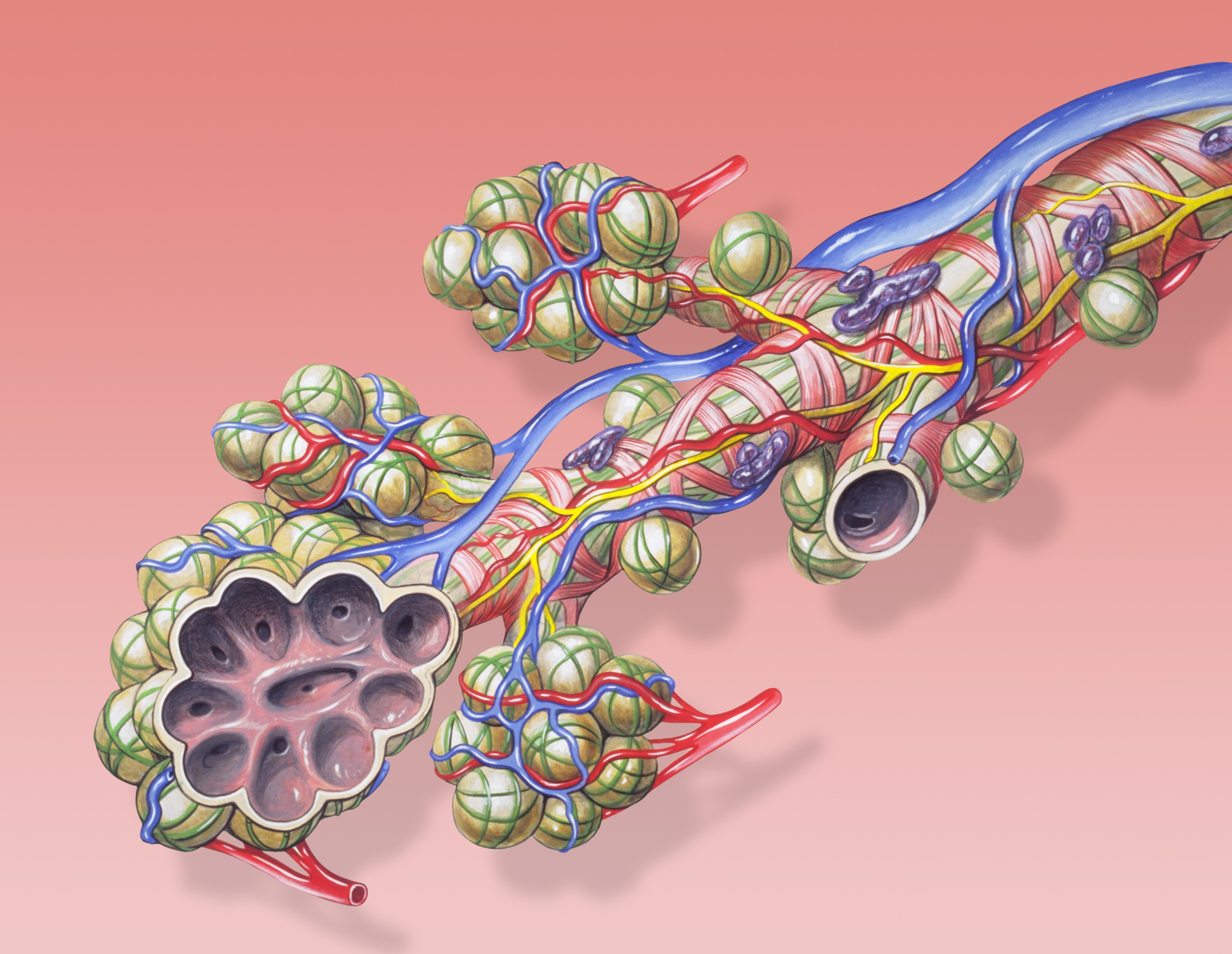
Anatomia bronșică